# 楚江駅
楚江駅（チョガンえき）は、大韓民国全北特別自治道井邑市にある韓国鉄道公社（KORAIL）の駅である。2017年現在、停車する旅客列車は存在しない。

## 路線
- 韓国鉄道公社
  - 湖南線

## 歴史
- 1953年7月25日 - 開業。
- 2004年7月16日 - 旅客取扱中止。

## 隣の駅
韓国鉄道公社
湖南線
新泰仁駅 - 楚江駅 - 井邑駅